# Филателистический конверт
Филателистический конверт (англ. philatelic cover) — конверт (в виде целой вещи), специально подготовленный посредством наклеивания почтовых марок и написания адреса и отправленный по почте с целью создания предмета коллекционирования.

## Описание
Филателисты давно начали отправлять письма друг другу и самим себе[≡], и подобные филателистические почтовые отправления известны с конца XIX века. В то время как некоторые коллекционеры специализируются на собирании филателистических конвертов, особенно конвертов первого дня[≡] и конвертов с каше[≡][≡][≡], другие считают их искусственно созданными объектами, которые не отражают реального употребления в почтовой системе, и часто платят более высокую цену за конверт, который представляет собой образец действительно почтового использования.
- Примеры филателистических конвертов СССР с каше (в левой части конвертов)
- На каше запечатлён кубок СССР по футболу на фоне схематичного изображения футбольного поля. Конверт посвящён финалу кубка, состоявшемуся 29 октября 1961 года. Специальным почтовым штемпелем (от 29 октября) и календарным (города Сталино от 30 октября) погашена марка СССР на спортивную тематику (Mi #2513)[^]
- Текст каше: «Челябинск. 40 лет пионерии». Стандартная марка СССР (ЦФА [АО «Марка»] № 2513) погашена календарным штемпелем Челябинска 19 мая 1962 года — в день, когда праздновалось 40-летие советской пионерской организации[^]
- На каше показан маршрут 1-го туристического арктического рейса Архангельск — Игарка — Мурманск на теплоходе «Вацлав Воровский» 5—23 сентября 1966 года, о чём гласит памятный штемпель с изображением белого медведя, которым погашена марка с тем же зверем (ЦФА [АО «Марка»] № 3043)[^]

Тем не менее письма, отправленные филателистами, являются не менее подлинными предметами подтверждённой почтовой оплаты, чем почтовые отправления, пересылаемые без намерения увидеть их снова. К филателистическим конвертам, например, относятся почтовые отправления первого полёта[≡] и конверты первого дня выпуска почтовой марки[≡]. Таковыми также являются конверты многочисленных выставок, состоявшихся за многие годы, для которых изготавливаются штемпели специального гашения и на которых работают почтовые отделения, где почтовые отправления могут быть посланы в определённый день проведения выставки:
- Примеры филателистических конвертов СССР, отправленных с филателистических выставок
- 1957: оттиски трёх специальных почтовых штемпелей — выставки (в день открытия 29 июля и 8 августа) и встречи филателистов (2—3 августа), проходивших в дни VI Всемирного фестиваля молодёжи и студентов, одним из которых погашена марка СССР из фестивальной серии (ЦФА [АО «Марка»] № 2031). На конверте также проставлен штамп «Доплатить. 1 р»
- 1958: оттиски двух специальных почтовых штемпелей (один — с указанием «Первый день») Московской филателистической выставки «100 лет русской почтовой марки», а также календарного штемпеля почтамта Москвы. Письмо франкировано маркой СССР (Mi #1642) и отправлено 25 января — в первый день выставки

Как и на любом другом подлинном почтовом отправлении, на филателистических конвертах наклеиваются почтовые марки и ставятся оттиски почтовых штемпелей соответствующего периода времени, и затем они обрабатываются и доставляются официальной почтой.
Часто филателистический конверт может иметь большее историческое значение, чем случайно отправленные конверты, поскольку филателистические конверты могут отправляться из определённого места в день важного или значимого события, такого как запуск космического корабля[≡][≡] или церемония инаугурации.
| Примеры клубных конвертов — разновидности филателистических конвертов, изготавливаемых клубами и обществами коллекционеров | | |
| | | |
| Конверт, подготовленный коллекционерами Челябинска, с памятным каше «Третий искусственный спутник Земли. Последний день на орбите. Г. Челябинск. 6.4.1960 г.» (слева)[^] и календарным штемпелем от 6 апреля 1960 года на марке СССР 1958 года с купоном (ЦФА [АО «Марка»] № 2176) | Конверт Московского городского общества коллекционеров к годовщине фотографирования станцией «Луна-3» обратной стороны Луны, с памятным каше (слева) и спецгашением от 7 октября 1960 года на марках СССР 1959 года (ЦФА [АО «Марка»] № 2415—2416)[^] | Конверт Краснодарского общества коллекционеров, приуроченный к запуску искусственного спутника Земли «Космос-1» 16 марта 1962 года, с памятным текстом[^] и спецгашением на стандартных марках СССР 1961 года (ЦФА [АО «Марка»] № 2510, 2512)[^] |

## Виды
Возможные виды филателистических конвертов ограничиваются только творческим воображением коллекционеров, но есть ряд хорошо известных категорий:
- Конверты первого дня, отправляемые в первый день выпуска почтовой марки[≡].
- Конверты с дополнительными памятными каше[1], как правило, связанными с сюжетом почтовой марки[≡].
- Конверты со специальными или памятными штемпелями, которые временно использовались каким-либо почтовым отделением[≡][≡].
- Конверты с почтовыми штемпелями из необычных мест.
- Конверты, отправленные с целью получения оттисков конкретных почтовых штемпелей.
- Конверт «всё на одном», на котором наклеены все почтовые марки нового или старого выпуска[3][≡].
- Излишняя смешанная франкировка[≡].
- Последний день работы закрытого почтового отделения[англ.][≡].

## Признаки выявления
Филателистические конверты обычно очень легко определить, но иногда они могут остаться необнаруженными неопытным филателистом. Вот их характерные признаки:
- Конверт по-прежнему запечатан и выглядит пустым.
- Общий номинал погашенных марок намного выше, чем необходимо для соответствующей почтовой услуги[≡][≡].
- Конверт адресован известному филателистическому дилеру[≡].
- Наклеенные почтовые марки представляют собой полную серию одного конкретного выпуска[3] и, возможно, наклеены в порядке повышения их номиналов[≡].
- Почтовые марки наклеены очень аккуратно[≡], и (или) заметно, что почтовый штемпель ставился очень тщательно, чтобы не закрывать слишком большую часть изображения на марках[≡].
- На конверт нанесено памятное каше[1][≡], или он имеет специальный рисунок, обычно в левой боковой части конверта[≡].
- Адрес написан с помощью небольшого штампа[≡] или клейкой этикетки[англ.] в правом нижнем углу конверта.
- На конверте наклеено редко встречающееся сочетание почтовых марок, например, марки, выпущенные много лет назад[≡].

- Не все филателистические конверты так очевидны, как эти:
- Великобритания (1936): получатель — отдел почтовых марок фирмы Border Series, Берик-апон-Туид[^][^][^]
- СССР (1947): авиапочтовое письмо из Ленинграда в Берн, франкированное советскими марками 1945—1947 годов[^]

- СССР (1955): авиапочтовое письмо в конверте со штампом гостиницы «Националь», отправленное из Москвы в Базель и франкированное марками 1949, 1954 и 1955 годов[^][^]
- СССР (1957): авиапочтовое заказное письмо из Москвы в Гисен со спецгашением VI Всемирного фестиваля молодёжи и студентов, которое франкировано марками СССР из фестивальной серии (ЦФА [АО «Марка»] № 2031, 2033—2037)[^][^]

Хотя многие филателисты предпочитают подлинные почтовые конверты искусственно созданным конвертам, филателистические конверты всё же могут быть приемлемы в коллекциях стран и эпох, для которых уцелело мало других конвертов. Был ли конверт создан искусственно или нет, всё равно он будет считаться почтовым отправлением, прошедшим ту же почту, что и другие конверты данной страны, с наклеенными почтовыми марками и оттиском почтового штемпеля, и часто такое отправление будет более исторически значимо по сравнению с конвертами, отправленными без намерения получить их обратно.

## Исторические примеры
Различные виды конвертов, как правило, подготовленные коллекционерами, историками или другими энтузиастами, имеют огромное историческое значение и, независимо от намерения, которым руководствовался отправитель при их отправке, иногда примечательны или известны сами по себе.

### Цеппелинная почта
Среди самых однозначных примеров известных или популярных филателистических конвертов — конверты цеппелинной (или дирижабельной) почты. Это конверты, которые были перевезены на борту дирижаблей в 1930-х годах и имеют оттиски специальных штемпелей и другие специальные пометки[≡].
Поскольку новые цеппелины были самым быстрым способом доставки почты через Атлантический океан, на них перевозилось много почтовых отправлений. В связи с шумихой, поднятой вокруг дирижаблей, большую часть перевозимой на их борту почты составляли конверты первого полёта. Значительная часть финансирования системы доставки цеппелинами была получена от коллекционеров и других энтузиастов того времени. Из-за быстроты доставки почты на борту этих воздушных судов пересылалось много коммерческих почтовых отправлений. Сроки доставки почты через Атлантический океан сократились с нескольких недель до нескольких дней. Так, рейсы «Гинденбурга» продолжительностью двое с половиной суток были самым быстрым способом пересылки почты между Европой и Северной Америкой в 1936 году.

### Конверты первого полёта
После появления воздушных перелётов прошло не так много времени, прежде чем самолёты начали перевозить почту между удалёнными точками по всему земному шару. В США и Германии доставка воздушной почтой была встречена с таким же общественным энтузиазмом и помпой, что и первые полёты на Луну американских астронавтов в более позднее время. Вследствие этого многие люди отправляли себе или друзьям филателистические конверты, которые перевозились на борту во время этих полётов, для того, чтобы получить сувенир на память об этом историческом событии. Конверты первого полёта, перевезённые на борту, в некоторых случаях очень популярны и известны.
Первый регулярный рейс авиапочты США состоялся 15 мая 1918 года; во время него была доставлена почта из Вашингтона в Нью-Йорк. Рейсы выполнялись на самолётах армии США типа бипланов Curtiss JN-4 Jenny, пилотируемых военными лётчиками, с промежуточной посадкой в Филадельфии (аэродром Бастлтон — Bustleton Field). Среди присутствовавших при отправлении первого рейса из Вашингтона находились президент США Вудро Вильсон, генеральный почтмейстер США Альберт С. Берлесон и помощник министра ВМС США Франклин Д. Рузвельт[≡]. Лейтенант армии Джордж Бойл (George L. Boyle) был назначен пилотировать самолёт № 38262 во время первого рейса на север, который оказался несколько менее успешным начинанием.

### Мистификации
С конца 1990-х годов стала распространяться городская легенда о том, что писатель Е. П. Петров якобы собирал коллекцию своеобразных филателистических конвертов, посылая письма в разные страны по вымышленным адресам. Возвращаемые почтовые отправления содержали заграничные почтовые штемпели и пометки о том, что адресата не существует. С одним таким якобы отправленным Петровым письмом случилась следующая невероятная история, которая была опубликована в журнале «Огонёк» в 1999 году:
Но в апреле 1939-го писатель решил потревожить почтовое ведомство Новой Зеландии. Он придумал город под названием «Хайдбердвилл», улицу «Райтбич», дом «7» и адресата «Мерилла Оджина Уэйзли». В самом письме Петров написал по-английски: «Дорогой Мерилл! Прими искренние соболезнования в связи с кончиной дяди Пита. Крепись, старина. Прости, что долго не писал. Надеюсь, что с Ингрид всё в порядке. Целуй дочку от меня. Она, наверное, уже совсем большая. Твой Евгений». Прошло более двух месяцев, но письмо с соответствующей пометкой не возвращалось. Решив, что оно затерялось, Евгений Петров начал забывать о нём. Но вот наступил август, и он дождался… ответного письма. Поначалу Петров решил, что кто-то над ним подшутил в его же духе. Но когда он прочитал обратный адрес, ему стало не до шуток. На конверте было написано: «Новая Зеландия, Хайдбердвилл, Райтбич, 7, Мерилл Оджин Уэйзли». И всё это подтверждалось синим штемпелем «Новая Зеландия, почта Хайдбердвилл». Текст письма гласил: «Дорогой Евгений! Спасибо за соболезнования. Нелепая смерть дяди Пита выбила нас из колеи на полгода. Надеюсь, ты простишь за задержку письма. Мы с Ингрид часто вспоминаем те два дня, что ты был с нами. Глория совсем большая и осенью пойдет во 2-й класс. Она до сих пор хранит мишку, которого ты ей привёз из России». Петров никогда не ездил в Новую Зеландию, и поэтому он был тем более поражён, увидев на фотографии крепкого сложения мужчину, который обнимал… его самого, Петрова! На обратной стороне снимка было написано: «9 октября 1938 года». Тут писателю чуть плохо не сделалось — ведь именно в тот день он попал в больницу в бессознательном состоянии с тяжелейшим воспалением легких. Тогда в течение нескольких дней врачи боролись за его жизнь, не скрывая от родных, что шансов выжить у него почти нет. Чтобы разобраться с этими то ли недоразумением, то ли мистикой, Петров написал ещё одно письмо в Новую Зеландию, но ответа уже не дождался: началась Вторая мировая война. Е. Петров с первых дней войны стал военным корреспондентом «Правды» и «Информбюро». Коллеги его не узнавали — он стал замкнутым, задумчивым, а шутить вообще перестал. В 1942 году самолёт, на котором он летел в район боевых действий, пропал, скорее всего, был сбит над вражеской территорией. А в день получения известия об исчезновении самолёта на московский адрес Петрова поступило письмо от Мерилла Уэйзли. Уэйзли восхищался мужеством советских людей и выражал беспокойство за жизнь самого Евгения. В частности, он писал: «Я испугался, когда ты стал купаться в озере. Вода была очень холодной. Но ты сказал, что тебе суждено разбиться в самолёте, а не утонуть. Прошу тебя, будь аккуратнее — летай по возможности меньше».
В 2012 году данная история легла в основу сюжета российско-американского короткометражного художественного фильма «Конверт». В 2015 году в документальном фильме «Евгений Петров. Конверт с того света» на телеканале «Культура» историю назвали «байкой» развлекающихся потомков.